# Raiponce (bande originale)
Pour les articles homonymes, voir Raiponce.
La bande originale du film Raiponce sorti en 2010 est un album publié par Walt Disney Records dont la partition orchestrale a été composée par Alan Menken et les chansons écrites par Glenn Slater.
Alan Menken explique avoir essayé de mélanger le genre médiévale en s'inspirant de Joni Mitchell et Cat Stevens; et le folk rock des années 60 pour créer les chansons.
Par ailleurs de nombreuses chansons n'ont pas été gardées dans le montage. La chanson When Will My Life Begin ? (Où est la vraie vie ?), quant à elle, remplace une version antérieure, appelée What More Could I Ever Need?. Menken note par ailleurs que la chanson d'ouverture a eu droit à près de 6 versions différentes. Toutes les versions de la chanson d'ouverture étaient orientées vers l'utilisation de la guitare, en raison de l'admiration de Menken pour Joni Mitchell et sa chanson Chelsea Morning.
Une autre chanson devait être chantée par mère Gothel, appelée You Are My Forever dans l'esprit maternel, puis avait été attribuée à Flynn Rider comme étant une chanson d'amour. La chanson n'a pas été gardée, et a été remplacée par Mother Knows Best (N'écoute que moi) pour l'esprit maternel, et I See the Light pour la chanson d'amour.

## Fiche technique
- Musique : Alan Menken
  - Chansons : Glenn Slater (paroles) et Alan Menken (musique)
- Production exécutive : Chris Montan
- Production des chansons originales : Alan Menken (à l'exception de Something That I Want (Je voudrais))
  - When Will My Life Begin? (Où est la vraie vie ?) : Alan Menken, Scott Cutler et Anne Preven
  - I See the Light (Je veux y croire) : Alan Menken et Frank Wolf
  - Something That I Want (Je voudrais) : Grace Potter, Mike Daly et Chris Montan
- Production de la musique originale : Alan Menken et Kevin Kliesch
- Directeur de la production musicale : Andrew Page
- Distribution : Walt Disney Records

Source : carton du disque Raiponce, Walt Disney Records (C) 2010 Disney Entreprises, Inc. (ASIN B0048IH5XK)

### Titres

#### Version originale
| Tangled : Original Soundtrack (2010) | Tangled : Original Soundtrack (2010) | Tangled : Original Soundtrack (2010)                                 | Tangled : Original Soundtrack (2010) | Tangled : Original Soundtrack (2010) | Tangled : Original Soundtrack (2010) | Tangled : Original Soundtrack (2010) | Tangled : Original Soundtrack (2010) | Tangled : Original Soundtrack (2010) | Tangled : Original Soundtrack (2010) |
| No                                   | Titre                                | Interprètes                                                          | Durée                                |                                      |                                      |                                      |                                      |                                      |                                      |
| ------------------------------------ | ------------------------------------ | -------------------------------------------------------------------- | ------------------------------------ | ------------------------------------ | ------------------------------------ | ------------------------------------ | ------------------------------------ | ------------------------------------ | ------------------------------------ |
| 1.                                   | When Will My Life Begin?             | Mandy Moore                                                          | 2:32                                 |                                      |                                      |                                      |                                      |                                      |                                      |
| 2.                                   | When Will My Life Begin? (Reprise 1) | Mandy Moore                                                          | 1:03                                 |                                      |                                      |                                      |                                      |                                      |                                      |
| 3.                                   | Mother Knows Best                    | Donna Murphy                                                         | 3:10                                 |                                      |                                      |                                      |                                      |                                      |                                      |
| 4.                                   | When Will My Life Begin? (Reprise 2) | Mandy Moore                                                          | 2:06                                 |                                      |                                      |                                      |                                      |                                      |                                      |
| 5.                                   | I've Got A Dream                     | Brad Garrett, Jeffrey Tambor, Mandy Moore, Zachary Levi & characters | 3:11                                 |                                      |                                      |                                      |                                      |                                      |                                      |
| 6.                                   | Mother Knows Best (Reprise)          | Donna Murphy                                                         | 1:38                                 |                                      |                                      |                                      |                                      |                                      |                                      |
| 7.                                   | I See the Light                      | Mandy Moore, Zachary Levi                                            | 3:44                                 |                                      |                                      |                                      |                                      |                                      |                                      |
| 8.                                   | Healing Incantation                  | Mandy Moore                                                          | 0:54                                 |                                      |                                      |                                      |                                      |                                      |                                      |
| 9.                                   | Flynn Wanted Score                   | Alan Menken                                                          | 2:51                                 |                                      |                                      |                                      |                                      |                                      |                                      |
| 10.                                  | Prologue Score & Song                | Alan Menken, Donna Murphy, Delanay Stein                             | 2:02                                 |                                      |                                      |                                      |                                      |                                      |                                      |
| 11.                                  | Horse With No Rider Score            | Alan Menken                                                          | 1:57                                 |                                      |                                      |                                      |                                      |                                      |                                      |
| 12.                                  | Escape Route Score                   | Alan Menken                                                          | 1:57                                 |                                      |                                      |                                      |                                      |                                      |                                      |
| 13.                                  | Campfire Score                       | Alan Menken                                                          | 3:21                                 |                                      |                                      |                                      |                                      |                                      |                                      |
| 14.                                  | Kingdom Dance Score                  | Alan Menken                                                          | 2:20                                 |                                      |                                      |                                      |                                      |                                      |                                      |
| 15.                                  | Waiting For the Lights Score         | Alan Menken                                                          | 2:47                                 |                                      |                                      |                                      |                                      |                                      |                                      |
| 16.                                  | Return to Mother Score               | Alan Menken                                                          | 2:06                                 |                                      |                                      |                                      |                                      |                                      |                                      |
| 17.                                  | Realization and Escape Score         | Alan Menken                                                          | 5:50                                 |                                      |                                      |                                      |                                      |                                      |                                      |
| 18.                                  | The Tear Heals Score                 | Alan Menken, Mandy Moore                                             | 7:37                                 |                                      |                                      |                                      |                                      |                                      |                                      |
| 19.                                  | Kingdom Celebration Score & Song     | Alan Menken                                                          | 1:50                                 |                                      |                                      |                                      |                                      |                                      |                                      |
| 20.                                  | Something That I Want Score          | Grace Potter                                                         | 2:43                                 |                                      |                                      |                                      |                                      |                                      |                                      |
| 21.                                  | I See The Light Bonus Track          | Shannon Saunders                                                     | 3:38                                 |                                      |                                      |                                      |                                      |                                      |                                      |
| 58:17                                |                                      |                                                                      |                                      |                                      |                                      |                                      |                                      |                                      |                                      |

#### Version française
| Raiponce : Bande Originale Française du Film (2010) | Raiponce : Bande Originale Française du Film (2010)  | Raiponce : Bande Originale Française du Film (2010)                    | Raiponce : Bande Originale Française du Film (2010) | Raiponce : Bande Originale Française du Film (2010) | Raiponce : Bande Originale Française du Film (2010) | Raiponce : Bande Originale Française du Film (2010) | Raiponce : Bande Originale Française du Film (2010) | Raiponce : Bande Originale Française du Film (2010) | Raiponce : Bande Originale Française du Film (2010) |
| No                                                  | Titre                                                | Interprètes                                                            | Durée                                               |                                                     |                                                     |                                                     |                                                     |                                                     |                                                     |
| --------------------------------------------------- | ---------------------------------------------------- | ---------------------------------------------------------------------- | --------------------------------------------------- | --------------------------------------------------- | --------------------------------------------------- | --------------------------------------------------- | --------------------------------------------------- | --------------------------------------------------- | --------------------------------------------------- |
| 1.                                                  | Où est la vraie vie ?                                | Maeva Méline                                                           | 2:32                                                |                                                     |                                                     |                                                     |                                                     |                                                     |                                                     |
| 2.                                                  | N'écoute que moi                                     | Sophie Delmas                                                          | 3:10                                                |                                                     |                                                     |                                                     |                                                     |                                                     |                                                     |
| 3.                                                  | Où est la vrai vie ? (Reprise)                       | Maeva Méline                                                           | 1:03                                                |                                                     |                                                     |                                                     |                                                     |                                                     |                                                     |
| 4.                                                  | J'ai un rêve                                         | David Krüger, Xavier Fagnon, Maeva Méline, Emmanuel Dahl et les chœurs | 3:11                                                |                                                     |                                                     |                                                     |                                                     |                                                     |                                                     |
| 5.                                                  | N'écoute que moi (Reprise)                           | Sophie Delmas                                                          | 1:38                                                |                                                     |                                                     |                                                     |                                                     |                                                     |                                                     |
| 6.                                                  | Je veux y croire                                     | Maeva Méline, Emmanuel Dahl                                            | 3:44                                                |                                                     |                                                     |                                                     |                                                     |                                                     |                                                     |
| 7.                                                  | L'incantation de la guérison                         | Maeva Méline                                                           | 0:54                                                |                                                     |                                                     |                                                     |                                                     |                                                     |                                                     |
| 8.                                                  | À la poursuite de Flynn Musique instrumentale        | Alan Menken                                                            | 2:51                                                |                                                     |                                                     |                                                     |                                                     |                                                     |                                                     |
| 9.                                                  | Prologue Chanson et musique instrumentale            | Alan Menken, Sophie Delmas, Coralie Thuilier                           | 2:02                                                |                                                     |                                                     |                                                     |                                                     |                                                     |                                                     |
| 10.                                                 | Le cheval sans cavalier Musique instrumentale        | Alan Menken                                                            | 1:57                                                |                                                     |                                                     |                                                     |                                                     |                                                     |                                                     |
| 11.                                                 | L'évasion Musique instrumentale                      | Alan Menken                                                            | 1:57                                                |                                                     |                                                     |                                                     |                                                     |                                                     |                                                     |
| 12.                                                 | Le feu de camps Musique instrumentale                | Alan Menken                                                            | 3:21                                                |                                                     |                                                     |                                                     |                                                     |                                                     |                                                     |
| 13.                                                 | La danse au royaume Musique instrumentale            | Alan Menken                                                            | 2:20                                                |                                                     |                                                     |                                                     |                                                     |                                                     |                                                     |
| 14.                                                 | En attendant les lumières Musique instrumentale      | Alan Menken                                                            | 2:47                                                |                                                     |                                                     |                                                     |                                                     |                                                     |                                                     |
| 15.                                                 | Les retrouvailles avec maman Musique instrumentale   | Alan Menken                                                            | 2:06                                                |                                                     |                                                     |                                                     |                                                     |                                                     |                                                     |
| 16.                                                 | Prise de conscience et évasion Musique instrumentale | Alan Menken                                                            | 5:50                                                |                                                     |                                                     |                                                     |                                                     |                                                     |                                                     |
| 17.                                                 | La larme d'or Chanson et musique instrumentale       | Alan Menken, Maeva Méline                                              | 7:37                                                |                                                     |                                                     |                                                     |                                                     |                                                     |                                                     |
| 18.                                                 | Le royaume en fête Musique instrumentale             | Alan Menken                                                            | 1:50                                                |                                                     |                                                     |                                                     |                                                     |                                                     |                                                     |
| 19.                                                 | Je voudrais                                          | Sarah Bismuth                                                          | 2:43                                                |                                                     |                                                     |                                                     |                                                     |                                                     |                                                     |
| 20.                                                 | Something That I Want Titre bonus                    | Grace Potter                                                           | 2:43                                                |                                                     |                                                     |                                                     |                                                     |                                                     |                                                     |
| 56:16                                               |                                                      |                                                                        |                                                     |                                                     |                                                     |                                                     |                                                     |                                                     |                                                     |